# Município de Chesterfield (condado de Fulton, Ohio)
Localização do Ohio nos E.U.A.
O município de Chesterfield (em inglês: Chesterfield Township) é um local localizado no condado de Fulton no estado estadounidense de Ohio. No ano 2010 tinha uma população de 1012 habitantes e uma densidade populacional de 13,43 pessoas por km².

## Geografia
O município de Chesterfield encontra-se localizado nas coordenadas 41° 40′ 46″ N, 84° 09′ 49″ O. Segundo a Departamento do Censo dos Estados Unidos, o município tem uma superfície total de 75.38 km², da qual 75,11 km² correspondem a terra firme e (0,35 %) 0,26 km² é água.

## Demografia
Segundo o censo de 2010, tinha 1012 pessoas residindo no município de Chesterfield. A densidade de população era de 13,43 hab./km².